# 伊勢原站
伊勢原站（日语：／ Isehara eki */?）是一個位於神奈川縣伊勢原市櫻台一丁目，屬於小田急電鐵小田原線的鐵路車站。車站編號是OH 36。

## 歷史
- 1927年（昭和2年）
  - 4月1日 - 開業。
  - 10月15日 - 新增急行班次，為其停靠站。
- 1946年（昭和21年）10月1日 - 新增準急班次，為其停靠站。
- 1967年（昭和42年） - 啟用跨站式站房。
- 1984年（昭和59年）1月31日 - 廢止貨運業務。
- 2004年（平成16年）12月11日 - 新增快速急行班次，為其停靠站。
- 2011年（平成23年）2月 - 站內大廳、月台設置列車資訊顯示器。
- 2016年（平成28年）3月26日 - 浪漫特快早晨下行與下午上行數班班次停靠本站[2]。
- 2018年（平成30年）3月17日 - 改點，東京地下鐵千代田線直通運轉區間延長至本站[3]。準急終點站從新松田站改成本站[3]。

## 站名由來
來自車站所在地地名「伊勢原」。傳聞此地是「伊勢國」出身人士開拓而稱「伊勢原」。

## 車站構造
本站為島式月台2面4線地面車站，有跨站式站房。廁所位於剪票口內左側。剪票口外廁所在北口樓梯下方正面與南口左轉「伊勢原coma」。
2008年4月20日於南口、北口增設電扶梯。電梯分別連結月台、剪票口層與剪票口層、南北出入口。剪票口外左側有生蕎麥麵箱根。
2003年至2004年，付費區進行無障礙工程，設置多功能廁所與電梯，2008年10月在上行月台增設候車室，2012年延長月台屋頂至對應10輛編組。
由於站房狹小、老化，2009年3月進行南北自由通道拓寬與增設電扶梯，南口的Odakyu OX伊勢原店隨之關閉。該店於2009年4月17日以小田急Marche伊勢原重新開幕。
1984年1月，廢止貨運業務。在那之前，1號月台外側有一條線路是供貨物列車使用。跟足柄站同為小田急電鐵在1980年代還在運作的貨物站。
過去浪漫特快通常不停靠本站，僅有每年12月31日至1月1日運行的「New Year Express」與大山舉行活動期間、每年秋季的道灌祭等時間會增停本站。2016年3月26日起與海老名站成為部分浪漫特快停靠站。

### 月台配置
| 月台 | 路線     | 方向 | 目的地                       | 備註                  |
| ---- | -------- | ---- | ---------------------------- | --------------------- |
| 1、2 | 小田原線 | 下行 | 小田原、箱根湯本方向         |                       |
| 3、4 | 小田原線 | 上行 | 相模大野、新宿、千代田線方向 | 本站始發班次在1號月台 |

- 內側2線（2、3號月台）為主本線，外側2線（1、4號月台）為待避線。
- 1、2號月台新宿方向有出發信號機，與橫渡線（下行本線→上行本線）皆為本站折返電車使用。
- 本厚木終停列車在回送時會使用本站1號月台折返。

- 2018年改點起，增加本站起訖列車班次。傍晚時段以後，代代木上原站方向至本站的列車與本站始發的各站停車往小田原站實施接續運轉。本站始發的各站停車往小田原站，是從海老名站方向回送至本站再開始載客服務。

- 急行、各站停車在本站待避浪漫特快。

- 2011年春季，與鄰站愛甲石田站一同設置列車資訊顯示器[5]。2012、2013年度實施各月台屋頂增設工程[6]。
- 站名標在2017年6月中旬更改為具有LED照明的樣式，同時更新站內標示，加上韓文與簡體中文。站名標下加上「大山纜車下車站」。

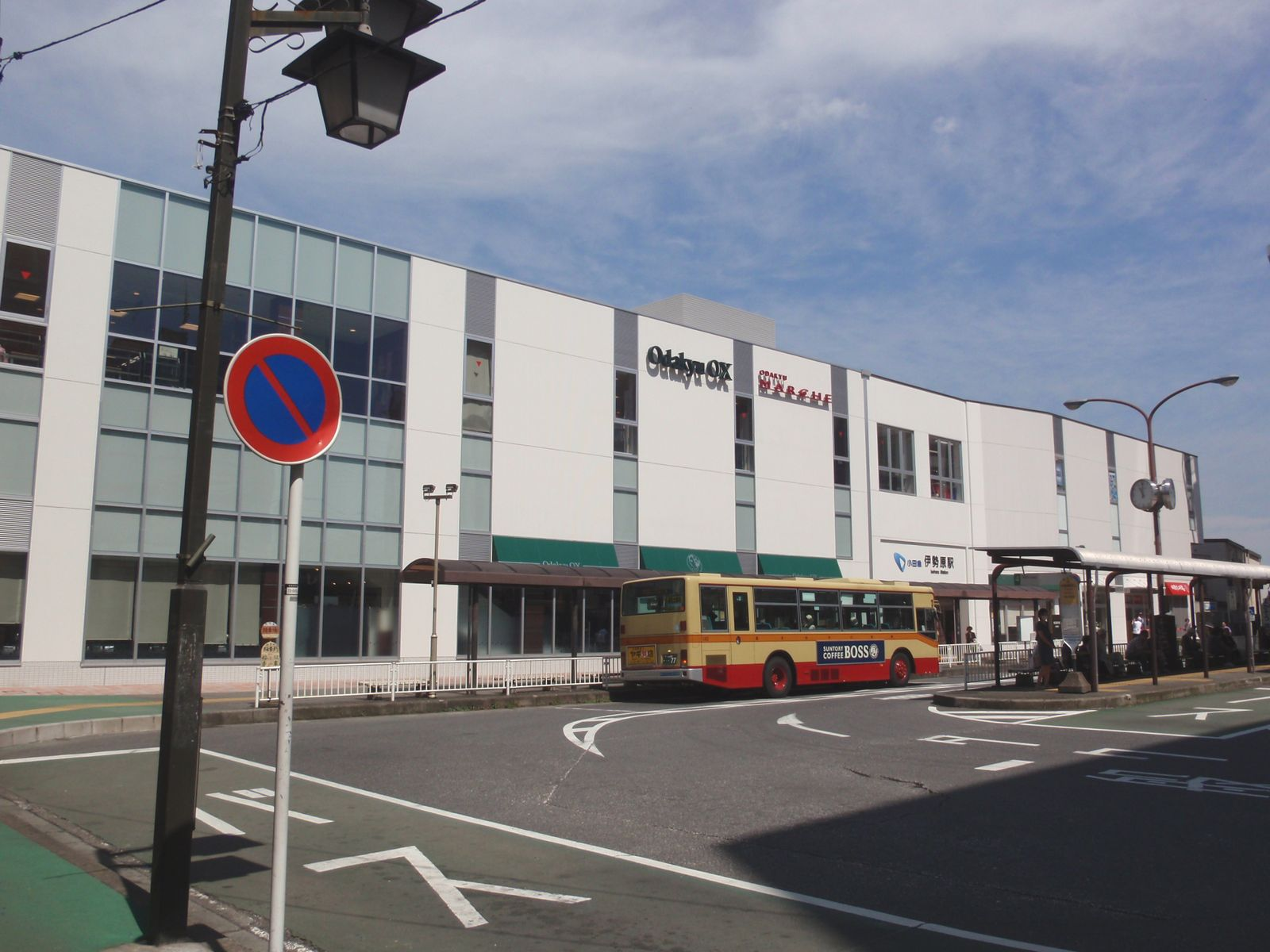
南口（2009年9月）
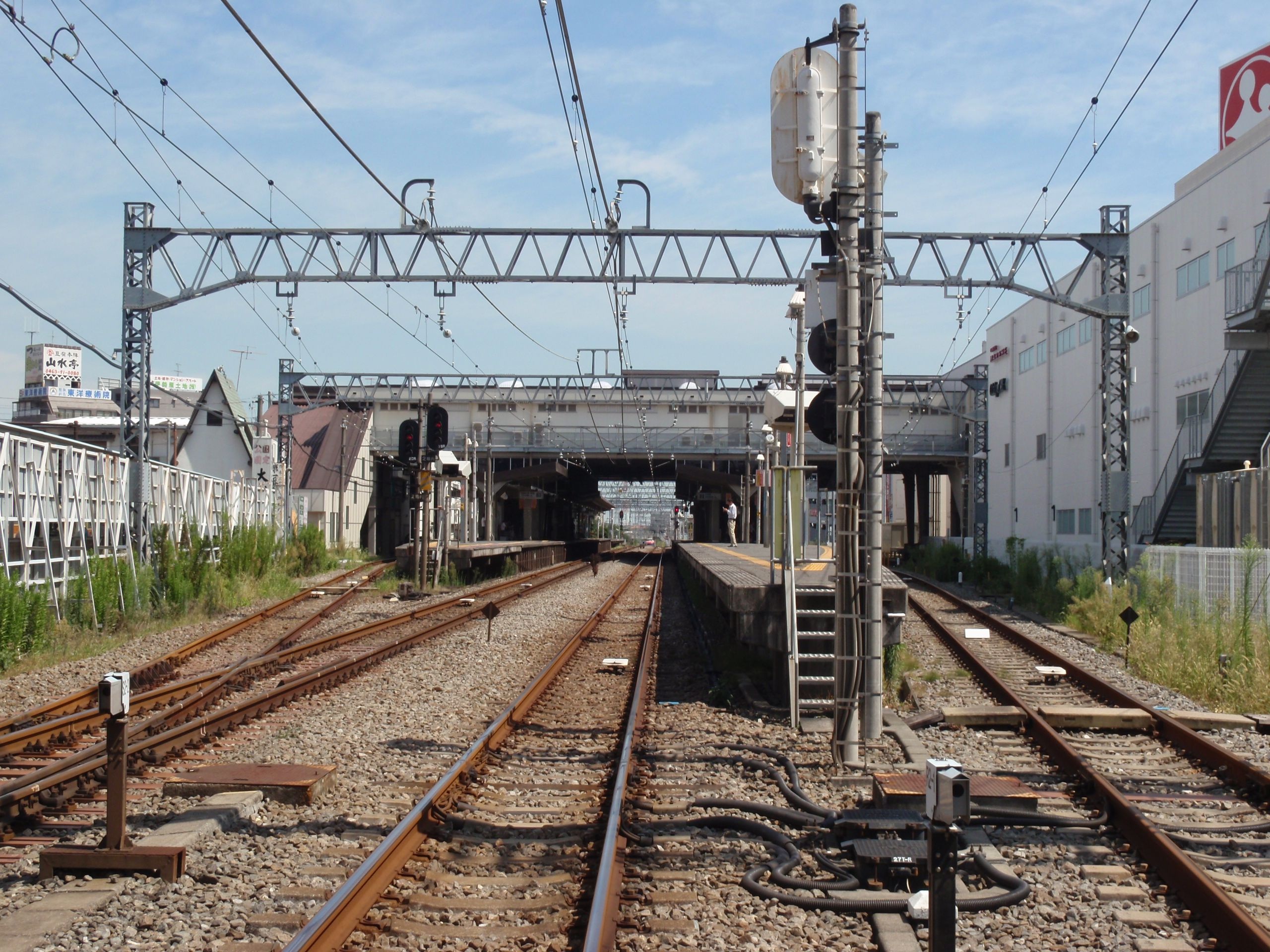
小田原方向所見的車站月台（2009年9月10日）
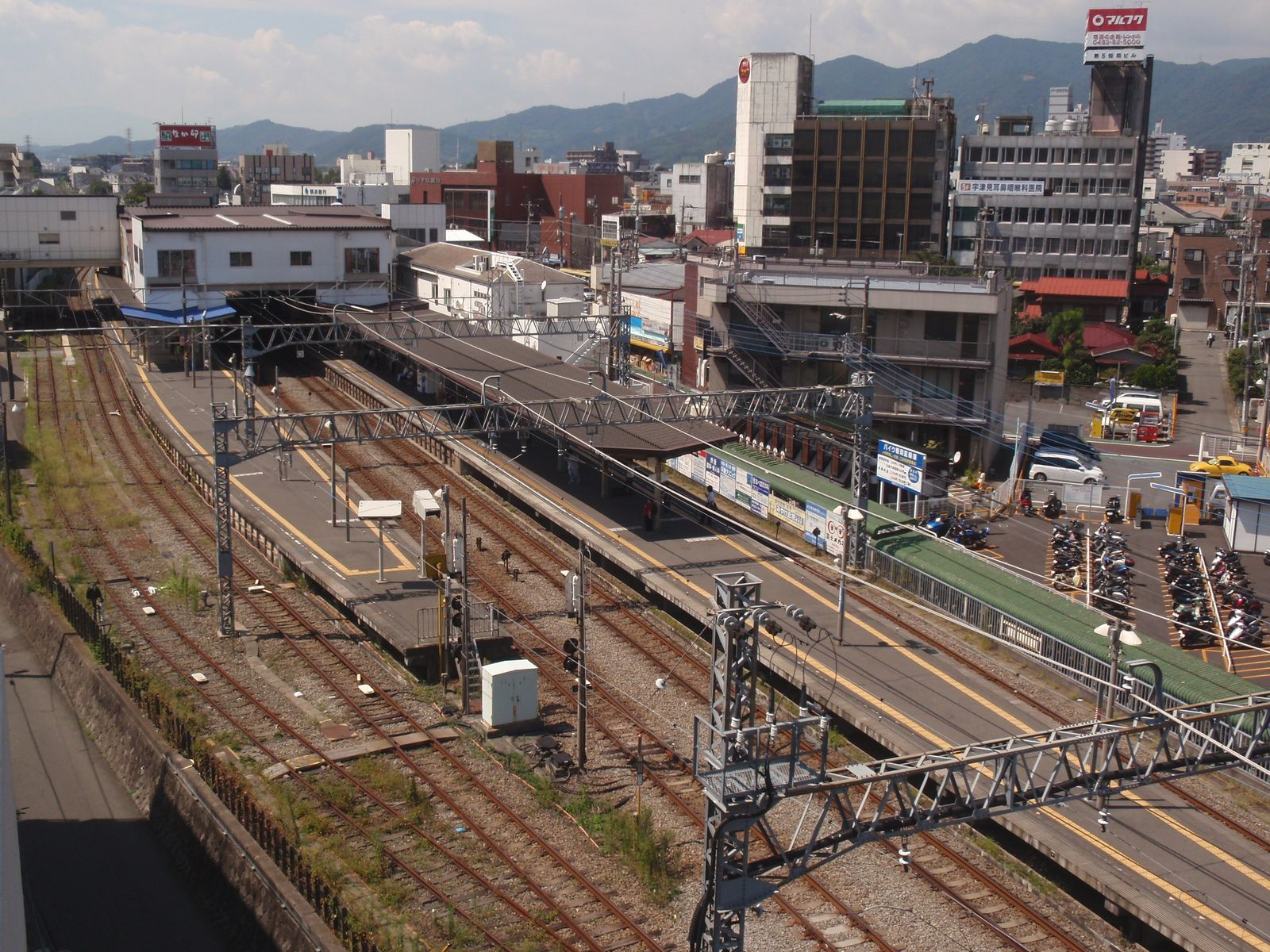
新宿方向所見的車站月台（2009年9月10日）
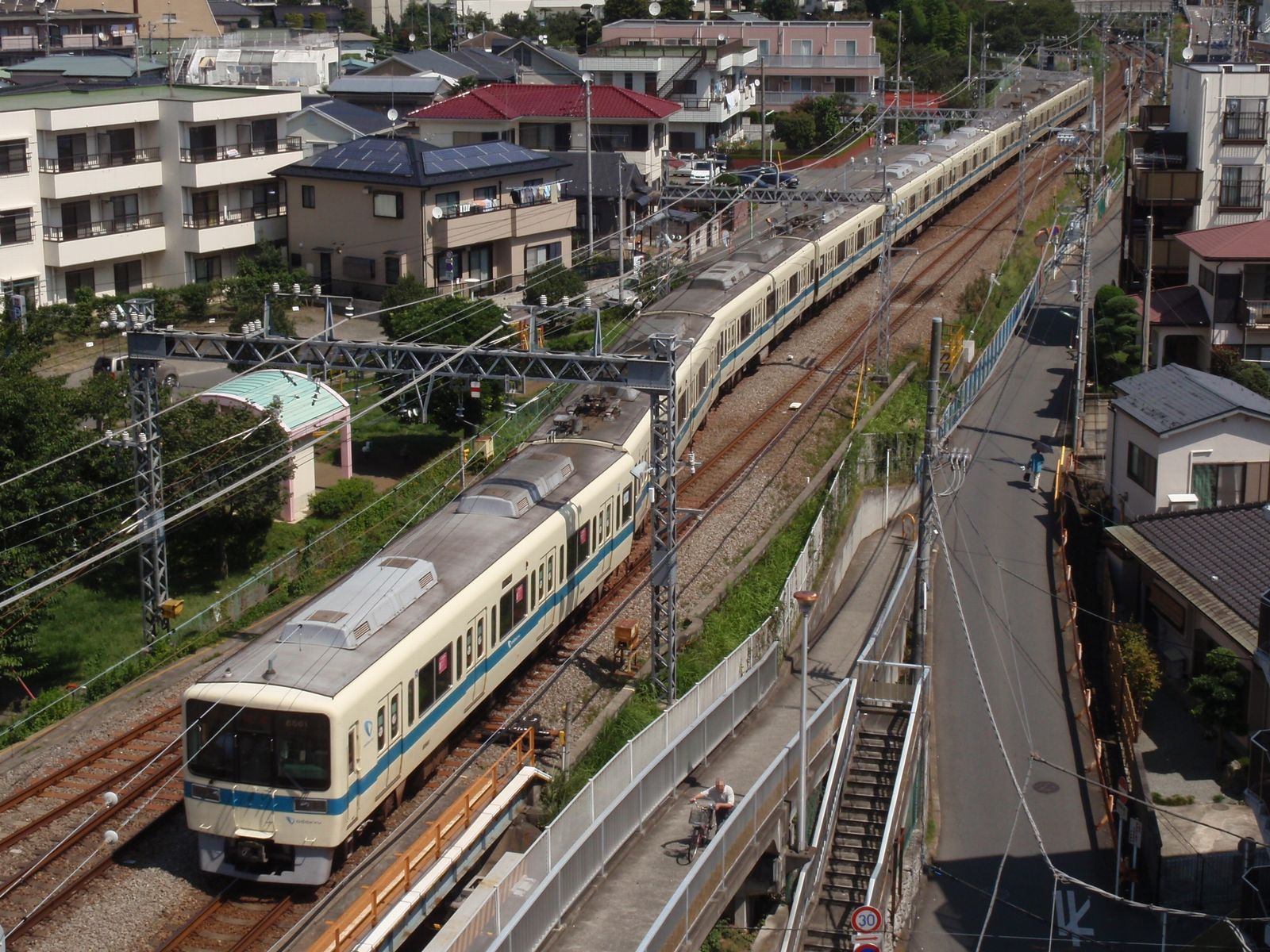
新宿方向橫渡線列車（2009年9月10日）

## 使用情況
2017年度1日平均上下車人次為52,516人。小田急線全70站中名列22位。
近年上下車人次、上車人次變化如下表。
| 年度               | 1日平均 上下車人次 | 1日平均 上車人次 | 來源     |
| ------------------ | ------------------ | ---------------- | -------- |
| 1982年（昭和57年） | 41,549             |                  |          |
| 1995年（平成07年） |                    | 28,536           | [ * 1 ]  |
| 1998年（平成10年） |                    | 27,078           | [ * 2 ]  |
| 1999年（平成11年） |                    | 26,504           | [ * 3 ]  |
| 2000年（平成12年） |                    | 26,036           | [ * 3 ]  |
| 2001年（平成13年） |                    | 26,021           | [ * 4 ]  |
| 2002年（平成14年） | 50,805             | 25,627           | [ * 5 ]  |
| 2003年（平成15年） | 50,812             | 25,516           | [ * 6 ]  |
| 2004年（平成16年） | 50,091             | 25,415           | [ * 7 ]  |
| 2005年（平成17年） | 50,170             | 25,404           | [ * 8 ]  |
| 2006年（平成18年） | 50,186             | 25,393           | [ * 9 ]  |
| 2007年（平成19年） | 50,627             | 25,618           | [ * 10 ] |
| 2008年（平成20年） | 50,564             | 25,510           | [ * 11 ] |
| 2009年（平成21年） | 49,957             | 25,139           | [ * 12 ] |
| 2010年（平成22年） | 49,703             | 24,954           | [ * 13 ] |
| 2011年（平成23年） | 49,358             | 24,782           | [ * 14 ] |
| 2012年（平成24年） | 50,394             | 25,298           | [ * 15 ] |
| 2013年（平成25年） | 51,895             | 26,035           | [ * 16 ] |
| 2014年（平成26年） | 51,041             | 25,564           | [ * 17 ] |
| 2015年（平成27年） | 51,733             | 25,893           | [ * 18 ] |
| 2016年（平成28年） | 51,909             | 25,966           | [ * 19 ] |
| 2017年（平成29年） | 52,516             |                  |          |

## 車站周邊
平日尖峰時刻以通勤、通學客為主，平日白天與週末則以購物客為主，是典型的大都市郊外車站。作為大山入口的北口，春季至秋季假日可見許多登山客。
北口站前自1980年代開始規劃再開發，但於2004年3月中止，之後為了交通建設開始規劃沿道整備街路事業。由於計畫的延宕，周邊建物老化嚴重。

### 北口
- 里索那銀行伊勢原支店
- 橫濱銀行伊勢原支店
- 伊勢原市立伊勢原小學校
- Hotel Select Inn伊勢原（ホテルセレクトイン伊勢原）
- 小田急Marche（日语：小田急マルシェ）伊勢原店
- OK Store伊勢原店
- 神奈川縣警察（日语：神奈川県警察）伊勢原警察署伊勢原站前交番
- 厚木瓦斯（日语：厚木ガス）伊勢原營業所、伊勢原展示場

### 南口
- 三井住友銀行伊勢原支店
- 平塚信用金庫（日语：平塚信用金庫）伊勢原支店
- 中榮信用金庫（日语：中栄信用金庫）伊勢原站南口支店
- 中南信用金庫（日语：中南信用金庫）伊勢原支店
- 伊勢原櫻台郵便局
- 伊勢原市立伊勢原中學校
- 伊勢原市立櫻台小學校
- 伊勢原Green Palace Hotel（伊勢原グリーンパレスホテル）
- 伊勢原第一飯店
- 伊藤洋華堂伊勢原店
  - Odakyu OX伊勢原店
- ESPOT（日语：マキヤ）（エスポット）伊勢原店
- 小島電器（日语：コジマ）伊勢原店
- 北村相機（日语：カメラのキタムラ）伊勢原店
- Sundrug（日语：サンドラッグ）伊勢原店
- 日本租車伊勢原站前營業所

## 巴士路線
北口、南口皆有巴士站，全由神奈川中央交通運行。

### 伊勢原站南口
1號乘車處
- 平91系統 - 經大句往平塚站北口
- 平94系統 - 經大住中學校（日语：平塚市立大住中学校）往平塚站北口
- 平92系統 - 經富士見野（ふじみ野）往平塚站北口
- 伊18系統 - 經綠丘（みどりヶ丘）、日向岡往高村團地（日语：高村団地）
- 伊03系統 - 經綠丘往伊勢原車庫（日语：神奈川中央交通伊勢原営業所）
- 伊19系統 - 經綠丘往富士見野
- 直行 - 往平塚競技場（僅J聯盟開賽日運行）

2號乘車處
- 平89・平90系統 - 經伊勢原團地往平塚站北口
- 伊01系統 - 經伊勢原團地往伊勢原車庫
- 伊05系統 - 經伊勢原團地、富士見野往綠丘（僅深夜巴士）

3號乘車處
- 平97系統 - 經平間、大島往平塚站北口
- 平88系統 - 經城島往平塚站北口
- 伊84系統 - 往下谷中央
- 平86系統 - 經大田往平塚站北口
- 伊82系統 - 經大田往坂口
- 伊83系統 - 經大田往田村車庫（日语：神奈川中央交通平塚営業所）
- 伊80系統 - 經大田往愛甲石田站

4號乘車處
- 伊06、平89系統 - 往東海大學醫院（日语：東海大学医学部付属病院）

### 伊勢原站北口
1號乘車處
- 伊54系統 - 經白根往伊勢原車庫
- 伊58系統 - 經大住台往善波
- 伊59系統 - 經大住台往鶴卷溫泉站
- 伊16系統 - 往栗原
- 伊43系統 - 經關台往伊勢原車庫
- 伊44系統 - 經市之坪往伊勢原車庫

2號乘車處
- 伊74系統 - 經東海大學醫院往愛甲石田站

3號乘車處
- 伊20系統 - 經川上往日向藥師
- 伊22系統 - 經道灌塚往日向藥師
- 伊23系統 - 經川上往產業能率大學
- 伊24系統 - 經行政中心前往日向藥師
- 伊31系統 - 往七澤
- 伊34系統 - 經運動公園往七澤
- 伊35系統 - 經行政中心前往七澤
- 伊36系統 - 經行政中心前、運動公園往七澤

4號乘車處
- 伊10系統 - 往大山鋼索站
- 伊12系統 - 往大山站
- 伊13系統 - 經石倉橋往產業能率大學
- 伊15系統 - 急行往市光工業
- 伊41系統 - 經殿村、石倉橋往伊勢原車庫

5號乘車處
- 伊76系統 - 經粕屋往愛甲石田站

## 相鄰車站
小田急電鐵
 小田原線
- □浪漫特快「箱根」「相模」部分班次停靠站

■快速急行、■急行、■各站停車
愛甲石田（OH 35）－伊勢原（OH 36）－鶴卷溫泉（OH 37）
□通勤準急（僅上行）、■準急（僅下行）
愛甲石田（OH 35）－伊勢原（OH 36）

## 外部連結
- 伊勢原 - 小田急電鐵